# Cyphopisthes descarpentriesi
Cyphopisthes descarpentriesi är en skalbaggsart som beskrevs av Renaud Maurice Adrien Paulian 1977. Cyphopisthes descarpentriesi ingår i släktet Cyphopisthes och familjen Hybosoridae. Inga underarter finns listade i Catalogue of Life.